# Die Herrin des Großen Hauses
Die Herrin des großen Hauses (englischer Originaltitel The Little Lady of the Big House) ist ein 1916 erschienener Roman des amerikanischen Schriftstellers Jack London (1876–1916).

## Hauptpersonen
Dick Forrest: Das Musterbild eines guten Organisators und Anführers, der vielseitig, aber nicht speziell gebildet und mit einem starken Willen ausgestattet den Prototyp eines modernen ‚Workaholic‘-Menschen darstellt. Sein Alltag ist klar strukturiert, wodurch unweigerlich das Individuelle zu kurz kommt.
Graham Evan: Ein weitgereister Abenteurer, der viele Kämpfe auf Leben und Tod auf den verschiedenen Kontinenten zu bestehen hatte. Seine Erlebnisse prägten ihn und ließen ihn zum Inbegriff eines edlen Menschen werden. Er ist ein entfernter Bekannter von Dick, der ihn auf seinen Reisen kennen- und schätzengelernt hat. Er ist aufgrund seiner Leidenschaftlichkeit bereit, für die „wahre Liebe“ alles Materielle zu opfern.
Paula Forrest: Sie ist der Inbegriff der ‚höheren Frau‘. Unabhängig, mutig und kühn und dabei auch von schönem Äußeren stellt sie gewissermaßen ein männliches Traumbild dar.

## Inhalt
Protagonisten der melodramatischen Geschichte sind Dick Forrest und die Titelheldin, die „Herrin des Großen Hauses“. Vorgestellt wird zunächst Dick Forrest und von den Wirren eines für ihn üblichen Arbeitstages erzählt. Am Rand tauchen die verschiedenen Personen des Romans auf, zunächst mit Ausnahme der Titelheldin.
Dicks Lebensgeschichte ist geradlinig, eine Geschichte eines anhaltenden Erfolges. Sein Leben kennt keine Härten und Abenteuer mehr, sondern ist ein Verwalten des Erworbenen und ein Leben im Überfluss.
Paula, die Ehefrau Dick Forrests und die ‚Herrin des Großen Hauses‘, fühlt sich von ihrem Ehemann vernachlässigt. Sie ist für ihn zur Selbstverständlichkeit geworden. Das Leben in dem großen Haus scheint unabänderlich seinen ewig gleichen Gang zu gehen.
Im Großen Haus ist ein dauerndes Kommen und Gehen, viele Gäste besuchen das reiche Paar. Immer wieder verlieben sich männliche Gäste – erfolglos – in Paula, und was als leichtes Spiel begonnen hat, bekommt allmählich leichtfertige und unschöne Begleiterscheinungen. Der Abenteurer Graham kommt als Gast in das Haus und fühlt sich sofort magisch zu Dicks Frau hingezogen. Aus der anfänglichen Tändelei entsteht eine tiefe Liebe Grahams zu Paula, die von Paula zunächst nicht erwidert wird. Im Laufe der Zeit fühlt sie sich jedoch immer mehr zu ihm hingezogen. Es scheint so, als hätte Paula, ihrer eintönig gewordenen Ehe müde geworden, gerade auf einen Mann wie Graham gewartet. Dick bemerkt zwar, was zwischen den beiden vorgeht, unternimmt aber in seinem Stolz nichts, denn beide Ehepartner haben eines gemeinsam: eine sonderbare Form des Stolzes, der darin besteht, das Schicksal herauszufordern.
Die Liebe Paulas zu Graham wird bald zur verzehrenden Leidenschaft. Obwohl die beiden nur einen Kuss austauschen, steigert das Verweigern einer Erfüllung ihre Leidenschaft. Paula genießt ihre Leidenschaft und eine kurze Zeit der Glückseligkeit, in dem Bewusstsein, von zwei großartigen Männern geliebt zu werden. Als Dick Zeuge einer leidenschaftlichen Liebesszene der beiden wird, 
plant er aus Gründen seiner individuellen Moral heraus seinen Selbstmord. Doch Paula, die zwischen beiden Männern hin- und hergerissen ist, kommt ihm zuvor, begeht Selbstmord. Beide Männer stehen bei ihr, als sie stirbt.

## Ausgaben
- Die Herrin des Großen Hauses. Übersetzung von Erwin Magnus. Universitas Deutsche Verlags-AG, Berlin 1929. [Deutsche Erstausgabe]
- Die Herrin des Großen Hauses. DTV Deutscher Taschenbuch Verlag, 1985, ISBN 3423013575.